# Embaixada de Portugal em Brasília
A Embaixada de Portugal em Brasília é a principal representação diplomática portuguesa no Brasil. Localiza-se no Setor de Embaixadas Sul, em espaço destinado ao conjunto arquitetônico português que, além da Chancelaria, também incluiu a Praça Portugal e o Monumento ao Infante Dom Henrique.
Atualmente, o embaixador é Luís Faro Ramos, designado para o cargo em 2020.  Além de Brasília, Portugal tem também consulados em Belém, Belo Horizonte, Curitiba, Fortaleza, Recife, Rio de Janeiro, Salvador, São Paulo e Porto Alegre.

## Histórico
| |  | |
| O Monumento ao Infante Dom Henrique, que integra o conjunto arquitetônico destinado para a representação portuguesa em Brasília |  | O presidente brasileiro Juscelino Kubitschek na cerimônia de entrega das credenciais ao embaixador Manuel Rocheta, em 1958. Foi a primeira vez que o evento ocorreu em Brasília, à época em construção |

Em 1956, o presidente brasileiro Juscelino Kubitschek iniciou a construção de Brasília, a nova capital do país. Na mesma época, o governo português começou a construir uma nova embaixada, no Rio de Janeiro. Na época, o governo português não acreditava que Brasília permaneceria como a capital do Brasil. Kubitschek manifestou a emissários portugueses sua estranheza com a construção de uma nova embaixada no Rio, lembrando-os de que a sede da missão diplomática portuguesa deveria estar localizada na capital, cuja inauguração estava marcada para 1960. Em 1958, Kubitschek entregou as credenciais do novo embaixador português, Manuel Rocheta, no Palácio da Alvorada. Em 1962, a nova embaixada no Rio foi inaugurada.
Em novembro de 1960, poucos meses pós a inauguração de Brasília, o monumento em homenagem ao Infante D. Henrique foi inaugurado na área destinada pelo governo brasileiro para a construção da Embaixada de Portugal em Brasília. Além da Praça Portugal, reinaugurada em 1972, o projeto arquitetônico para a área incluía a construção da Chancelaria e da Residência Oficial do Embaixador, mas esta última jamais saiu do papel. Em 1964, o conselheiro Francisco Mendes da Luz se tornou o primeiro diplomata português a residir em Brasília. Os embaixadores permaneceram residindo no Rio de Janeiro, enquanto as credenciais eram entregues em Brasília.
Em maio de 1978, a Chancelaria portuguesa em Brasília foi inaugurada, estando presentes dignitários como o presidente Ramalho Eanes, o governador Elmo Serejo Farias e o ministro Azeredo da Silveira. O edifício da chancelaria, em estilo moderno, foi projetado pelo arquitecto Raul Chorão Ramalho, com a construção tendo iniciado em 1973. Trata-se de um edifício de betão (concreto em português brasileiro) aparente com dois pisos, decorado no exterior com um tanque d'água e esculturas de Querubim Lapa, Espiga Pinto, José Aurélio e Lagoa Henriques. O interior foi decorado com obras de João Abel Manta, Sá Nogueira e Guilherme Camarinha.

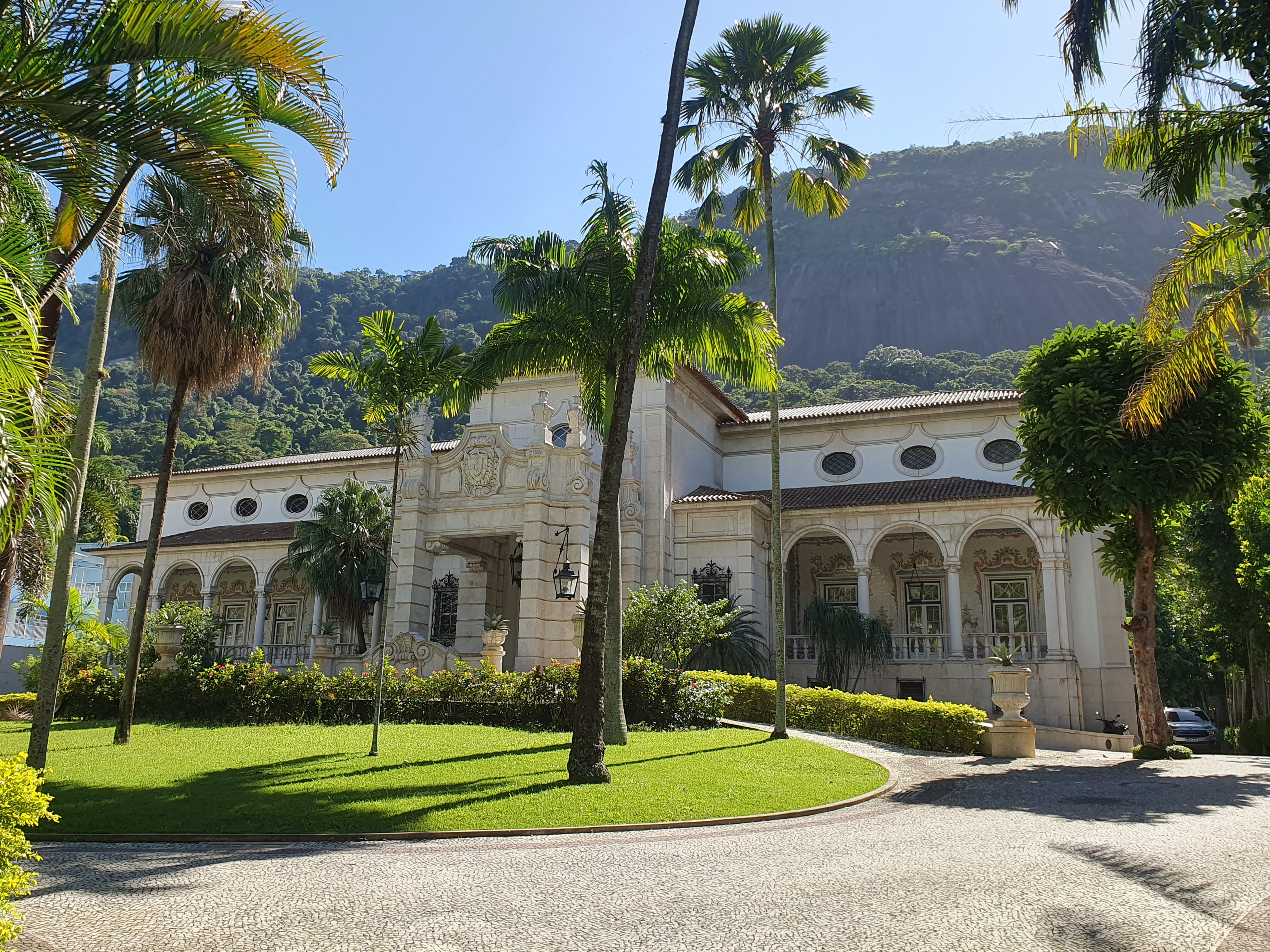
Consulado Geral de Portugal em Río de Janeiro
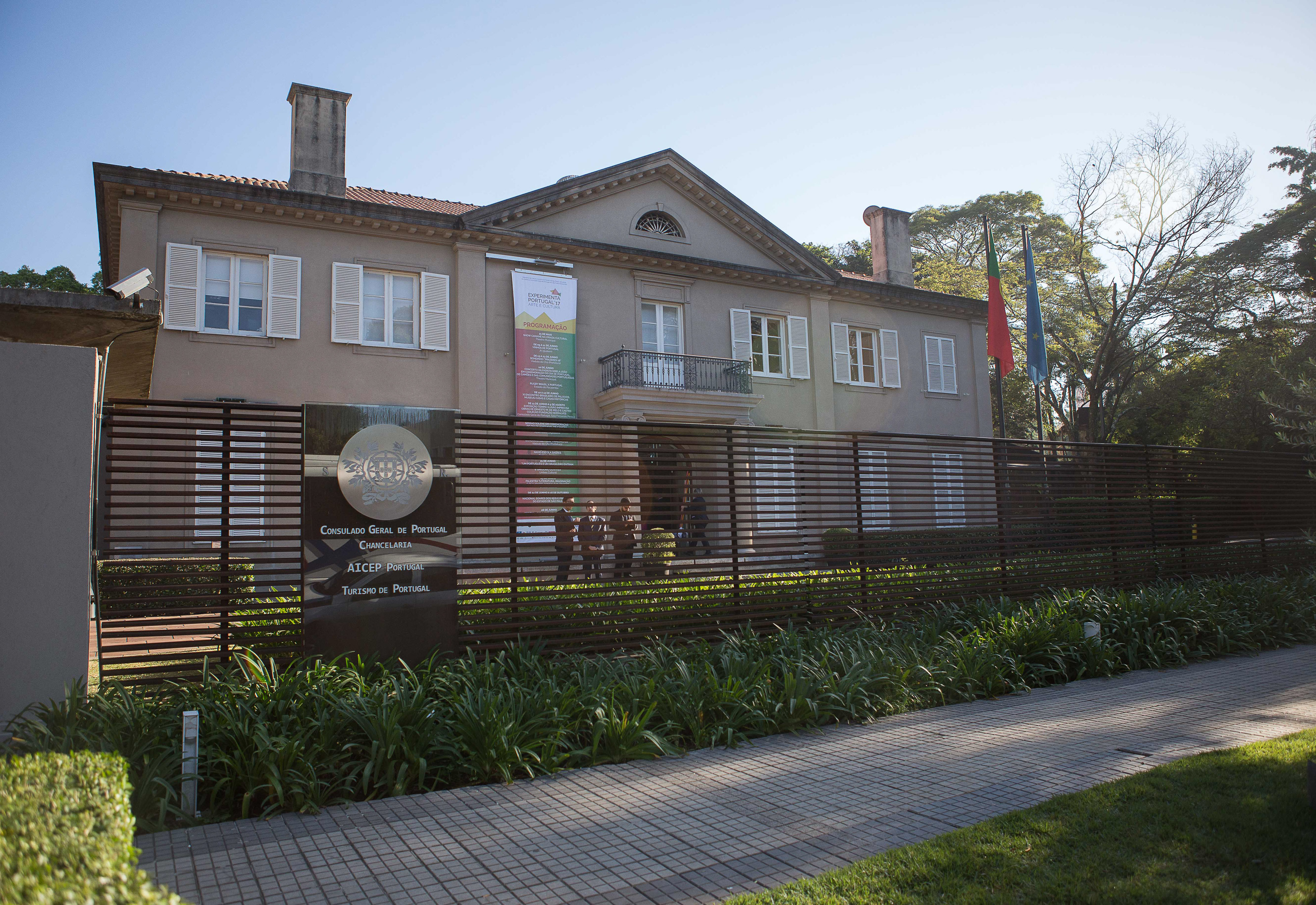
Consulado Geral de Portugal em São Paulo